# آكلة الأصباغ الشاطئية
آكلة الأصباغ الشاطئية (الاسم العلمي: Pigmentiphaga litoralis) هي نوع من البكتيريا، سلبية الغرام، تتبع جنس الآكلات الأصباغ.